# Zhou Hang
Zhou Hang (8 aprile 1993) è uno sciatore freestyle cinese, specialista nei salti.

## Biografia
In Coppa del Mondo ha debuttato il 17 dicembre 2010 a Beida Lake (16º), ha ottenuto il primo podio il 17 marzo 2012 a Myrkdalen-Voss (2º) e la prima vittoria il 31 gennaio 2015 a Lake Placid.
In carriera ha partecipato a due edizioni dei Campionati mondiali (4º a Kreischberg 2015 il miglior risultato).

## Palmarès

### Coppa del Mondo
- Miglior piazzamento in classifica generale: 10º nel 2015
- 5 podi:
  - 1 vittoria
  - 3 secondi posti
  - 1 terzo posto

#### Coppa del Mondo - vittorie
| Data            | Luogo       | Paese       | Disciplina |
| --------------- | ----------- | ----------- | ---------- |
| 31 gennaio 2015 | Lake Placid | Stati Uniti | AE         |

Legenda:

AE = salti